# آق‌تام
آق‌تام (به قرقیزی: Ак-Там، اق‌تام) یک روستا در قرقیزستان است که در ناحیه آله‌بوقه، ولایت جلال‌آباد واقع شده‌است.

## خصوصیات
آق‌تام ۱٬۹۴۷ متر بالاتر از سطح دریا واقع شده‌است.